# 光明寺城 (播磨国)
光明寺城（こうみょうじじょう）は、兵庫県加東市光明寺山内にあった日本の城（山城）。

## 歴史
築城者も築城年も不明であるが、正平6年/観応2年（1351年）に戦われた観応の擾乱の光明寺合戦の舞台として知られる。

## 交通
- JR加古川線 滝野駅 徒歩30分、またはタクシー5分